# Shootout – Keine Gnade
Shootout – Keine Gnade (Originaltitel: Bullet to the Head) ist ein amerikanischer Actionfilm aus dem Jahr 2012 mit Sylvester Stallone in der Hauptrolle. Regie führte Walter Hill, das Drehbuch stammt von Alessandro Camon. Es basiert auf der Graphic Novel Blei im Schädel (Du plomb dans la tête) von Colin Wilson und Matz (Alexis Nolent).
Der Film wurde erstmals auf dem internationalen Filmfestival in Rom am 14. November 2012 gezeigt. In den Vereinigten Staaten startete er am 1. Februar 2013; in Deutschland am 7. März 2013. Das Produktionsbudget betrug etwa 55 Millionen US-Dollar (etwa 40,53 Millionen Euro).

## Handlung
Der Auftragsmörder Jimmy Bobo verbündet sich für eine Ermittlung mit dem jungen Polizisten Taylor Kwon aus Washington, D.C., um herauszufinden, wer hinter dem Mord an seinem Partner steckt. Die Suche führt sie durch zwielichtige Hintergassen bis hinein in die Machtzentralen New Orleans’.
In der Stadt New Orleans töten der Killer Jimmy Bobo und sein Partner Louis Blanchard einen korrupten ehemaligen MPDC-Polizisten, Hank Greely. Dabei lässt Bobo eine Zeugin, die Prostituierte Lola, lebend zurück. Später wird Blanchard in einer Bar von einem anderen Killer namens Keegan ermordet. Dieser scheitert jedoch beim Versuch, Bobo ebenfalls zu töten. Detective Taylor Kwon aus Washington, D.C. kommt in New Orleans an, um den Tod seines ehemaligen Partners zu untersuchen, und trifft Lieutenant Lebreton, der ihm mitteilt, dass Lola bestätigt hat, dass Greely ermordet wurde. Kwon geht in die Leichenhalle, und nachdem er Blanchards Leiche gesehen und herausgefunden hat, wer er ist, schließt er, dass Blanchard und Bobo Greely getötet haben. Währenddessen trifft sich Keegan mit seinem Arbeitgeber Robert Morel und dessen Anwalt Marcus Baptiste, welcher enthüllt, dass Greely versucht hat, Morel zu erpressen, und dem örtlichen Gangster „Baby Jack“ eine Akte über Morels illegale Operationen zur Verfügung gestellt hat. Keegan tötet später Baby Jack und seine Männer und holt die Akte zurück.
Kwon trifft Bobo in einer Bar und teilt ihm mit, dass er weiß, dass Bobo und Blanchard Greely getötet haben. Bobo geht, und als Kwon versucht, ihm zu folgen, wird er von korrupten Polizisten angegriffen, die von Morel angewiesen wurden, Kwon daran zu hindern, weitere Nachforschungen über Greely anzustellen. Bobo rettet Kwon und bringt ihn in ein Tattoo-Studio, wo Bobos Tochter Lisa Kwons Wunden behandelt. Später fahren sie zu einem türkischen Badehaus, wo Bobo Ronnie Earl verhört, den Mittelsmann, der Bobo und Blanchard für Morel engagiert hat. Ronnie Earl versucht, Bobo zu töten, aber Bobo schafft es, ihn zu töten, obwohl seine Waffe blockiert. Bobo konfrontiert damit später Kwon, der zugibt, Bobos Waffe manipuliert zu haben, was beinahe seinen Tod verursacht hätte.
Bobo und Kwon vereinbaren, zusammenzuarbeiten. Sie entführen Baptiste und bringen ihn zu Bobos Haus, wo er gezwungen wird, ihnen einen Flash-Speicher zu geben. Darauf befinden sich umfangreiche Daten über Morels Korruptionszahlungen, die ihm dazu verhelfen sollen, im großen Stil heruntergekommene Sozialwohnungsanlagen durch lukrative Eigentumswohnungen zu ersetzen. Keegan, so erklärt Baptiste, ist ein ehemaliger Söldner, der als Morels Vollstrecker eingestellt wurde. Danach schießt Bobo ihm in den Kopf.
Keegan und seine Männer verfolgen Baptistes Handy zu Bobos Haus, aber Bobo und Kwon können entkommen und eine Bombe zur Explosion bringen, wodurch Keegans Männer getötet werden. Keegan entkommt und schwört Rache an Bobo. Wütend über Bobos Methoden verlässt Kwon ihn und fährt alleine fort. Kwon trifft sich mit Lieutenant Lebreton, um seine Hilfe zu erbitten, aber Lebreton versucht, ihn zu erschießen, da er auch auf Morels Gehaltsliste steht. Bobo tötet ihn und rettet Kwon.
Währenddessen erfährt Keegan von Lisa und entführt sie. Er ruft Bobo an und eröffnet ihm das Angebot, Lisa gegen das Flash-Laufwerk einzutauschen. Bobo stimmt zu und trifft sich mit Morel und dessen Handlangern in einem verlassenen Lagerhaus, wo er ihm das Flash-Laufwerk liefert und Lisa zu ihm zurückgebracht wird, während Kwon das Gebäude infiltriert, um Morel zu verhaften. Keegan wird wütend, als Bobo gehen darf. Er tötet Morel und seine Männer, bevor er Bobo zum Kampf auffordert. Sie kämpfen, bis Bobo Keegan in die Kehle sticht und Kwon ihn aus der Ferne erschießt. Kwon holt das Flash-Laufwerk zurück, und Bobo schießt ihm in die Schulter, damit es so aussieht, als ob Kwon es nicht geschafft hätte, ihn zu fassen.

## Produktion
Shootout – Keine Gnade wurde in New Orleans gedreht; Drehbeginn war der 27. Juni 2011. Der Film hatte den Arbeitstitel „Headshot“.
Am 23. August 2011 wurde der US-Starttermin auf den 13. April 2012 festgelegt. Jedoch wurde der Termin bereits am 23. Februar 2012 auf unbekannte Zeit verschoben. Letzten Endes startete der Film in den USA am 1. Februar 2013.

## Rezeption
Der Film wurde von Kritikern zwiegespalten rezipiert. Bislang weist Rotten Tomatoes eine 46-Prozent-Wertung bei 145 Rezensionen aus.

„Sylvester Stallone shoots people in the face. That’s it for subtext in this formula action swill. Why do I sound like I should expect more. Because the credits list the director as Walter Hill. […] It’s forgivable to watch Stallone sell out. […] But dragging Walter Hill down with him, that’s a fighting offense.“

„Sylvester Stallone schießt Leuten ins Gesicht. Damit hat es sich, was Subtext in diesem Formel-Aktion-Gewäsch angeht. Warum klinge ich, als wenn ich mehr erwarten würde. Weil im Abspann Walter Hill als Regisseur gelistet wird. […] Es ist entschuldbar zu sehen, wie Stallone den eigenen Ausverkauf betreibt. […] Aber Walter Hill mit sich hinunter zu ziehen, das ist gegen die Regeln.“

„Nach Skyfall ein weiterer großer Genesungsfilm, den wir dringend brauchen. Ein alternder Sylvester Stallone kämpft gegen Schurken, eigentlich aber gegen die postmoderne Brechung und Intellektualisierung seiner Figur. Walter Hills völlig antiakademischer Film ist keine Achtziger-Hommage: er lässt Kraft und Alter zusammenfallen und restauriert unaufgeregt und entspannt die Essenz von Stallone mitten in der Gegenwart.“

„Spannender, actionreicher Thriller, in dem es weniger um die Handlung als um das Zusammenspiel der beiden unterschiedlichen Hauptfiguren geht. Die Inszenierung treibt das Buddy-Motiv dabei ironisch auf die Spitze. Der Film profitiert von witzigen, lakonischen Dialogen und einem wuchtigen, erdigen Rock-Score, der das Geschehen zusätzlich vorantreibt.“

„SHOOTOUT – KEINE GNADE bietet endlich wieder großartig inszenierte Actionszenen, in denen Hauptdarsteller Sylvester Stallone förmlich aufblüht. Ob Regisseur Walter Hill trotz des mittelmäßigen Drehbuchs ein Comeback feiern wird, bleibt abzuwarten. Aber für eine Genrezeitreise in die guten, alten 80er taugt der Film allemal!“

„Der Actionfilm ist eine Nummernrevue, gewiss, aber Shootout hat mehr von der Trockenheit eines veralteten Benutzerhandbuchs als von der Rasanz und den Schauwerten seiner gelungeneren Genrekollegen. […] Am Ende gibt es aber doch noch einen Trumpf, den Shootout meisterlich auszuspielen weiß: Sylvester Stallones ausdruckslosen, ja leblosen Blick. Ein Blick, der alles in sich aufnehmen kann, der alles bedeuten will, wo er doch nichts bedeutet.“